# Luis Carlos dos Santos Martins
Luis Carlos dos Santos Martins (sinh ngày 19 tháng 6 năm 1984) là một cầu thủ bóng đá người Brasil.

## Sự nghiệp câu lạc bộ
Luis Carlos dos Santos Martins đã từng chơi cho Ventforet Kofu và Tokyo Verdy.